# Pantoclis brevior
Pantoclis brevior är en stekelart som först beskrevs av Jean-Jacques Kieffer 1910.  Pantoclis brevior ingår i släktet Pantoclis, och familjen hyllhornsteklar. Arten är reproducerande i Sverige.